# Јошијуки Хасегава
Јошијуки Хасегава (јап. 長谷川 祥之; 11. фебруар 1969) бивши је јапански фудбалер.

## Каријера
Током каријере је играо за Хонда и Кашима Антлерс.

## Репрезентација
За репрезентацију Јапана дебитовао је 1995. године. За тај тим је одиграо 6 утакмица.

## Статистика
| Јапан  | Јапан   | Јапан  |
| Година | Наступи | Голови |
| ------ | ------- | ------ |
| 1995.  | 4       | 0      |
| 1996.  | 2       | 0      |
| Укупно | 6       | 0      |